# Lo Spiritismo nella vecchia casa
Lo Spiritismo nella vecchia casa (6 Variazioni e 3 suggestioni) pour clarinette seule est une  musique de scène composée par Nino Rota en 1950 sur le texte du même nom de Ugo Betti (1944).

## Analyse
La pièce comprend 6 courtes variations sans thème et 3 suggestions, toutes de l'ordre d'une durée d'une minute.
L'écriture musicale évoque un effet spectral sonore très scénique en lien avec le titre de la pièce de théâtre « Le spiritisme dans la vieille maison » , reexposé différemment et avec imagination à chaque variation.
Ces variations de difficulté moyenne sont intéressantes pour les cours de musique, les concours et les concerts. La tonalité du morceau a été remontée d'une tierce, car dans la notation originale, l'écriture descendait souvent jusqu'au ré dièse grave (do dièse réel), ce qui ne peut être joué sur une clarinette en si bémol normale.

## Enregistrements
La pièce a été enregistrée pour la première fois dans l'album suivant :
- Sergio Bosi, 20th-century italian clarinet solos (Naxos, 2012).

On trouve désormais d'autres enregistrements de cette pièce :
- Nino Rota: Chamber Music avec Rocco Parisi, clarinette ; Andrea Favalessa, violoncelle ; Gabriele Rota, piano (Brilliant Classics, 2016).